# 2011年4月香港

## 4月1日
- 紅磡至灣仔航線及紅磡至中環航線是日起停辦。[1]

## 4月2日
- 法定古蹟景賢里在完成修復後首次開放，公眾可憑票入場參觀[2]。

## 4月3日
- 數百名美孚新邨居民集會和遊行，抗議發展商在邨內的空地興建20層高住宅[3]。
- 香港婦產科關注組指內地產婦不斷增加，嚴重影響本地醫院的初生嬰兒深切治療部服務[4]。

## 4月5日
- 當日為清明節，本港共發生41宗山火[5]。

## 4月7日
- 政制及內地事務局局長林瑞麟在瑪麗醫院進行「通波仔」手術[6]。

## 4月8日
- 商務及經濟發展局局長劉吳惠蘭以健康理由請辭[7]。

## 4月11日
- 行政長官曾蔭權接納司法人員推薦委員會推薦，任命高等法院原訟法庭法官張舉能為高等法院首席法官，並會在得到立法會同意後作出任命[8]。

## 4月13日
- 立法會議員個人利益監察委員會公布劉皇發漏報利益是出於疏忽，不予處分[9]。
- 審計署報告指民政事務局局長沒有就2009年東亞運動會的開支作出準確預算[10]。

## 4月14日
- 立法會三讀通過財政預算案，是財政司司長曾俊華任內獲得最少贊成票的一次[11]。

## 4月16日
- 一名退休懲教署人員在深水埗富昌邨家中抹槍械時走火，意外槍傷大腿。 警方在搜查單位後，發現大量長短槍、仿真度極高的玩具槍、汽槍及各類不同彈藥[12]。

## 4月17日
- 俄羅斯總統梅德韋傑夫訪港，是該國在香港回歸後首名到訪的總統[13]。

- 第30屆香港電影金像獎頒獎典禮在當日舉行[14]。

## 4月18日
- 前區議員李躍輝和蔣世昌因選舉舞弊被判入獄[15]。

## 4月19日
- 行政會議批准九巴及龍運巴士分別加價3.6%及3.2%，下月15日生效[16]。

## 4月22日
- 港鐵的廣告代理OMD向15份報章發信，表示如報道涉及港鐵列車路軌、系統及網絡事故等負面新聞，港鐵有權取消及抽起廣告[17]。

- 前香港足球代表隊隊長蔣世豪，在天恆邨寓所墮樓身亡[18]。

## 4月27日
- 教育局局長孫明揚證實患上腎衰竭，需進行俗稱「洗肚」的腹膜透析[19]。